# Barrio del Foro Romano
Barrio del Foro Romano är en fornlämning i Spanien.   Den ligger i provinsen Murcia och regionen Murcia, i den sydöstra delen av landet, 400 km sydost om huvudstaden Madrid. Barrio del Foro Romano ligger 13 meter över havet.
Terrängen runt Barrio del Foro Romano är platt norrut, men söderut är den kuperad. Havet är nära Barrio del Foro Romano åt sydväst. Runt Barrio del Foro Romano är det tätbefolkat, med 331 invånare per kvadratkilometer. Närmaste större samhälle är Cartagena, 0,32 km norr om Barrio del Foro Romano. 